# BD (motorfiets)
BD is een Tsjecho-Slowaaks historisch merk van motorfietsen.
De bedrijfsnaam was: Tovarna na Stroje, Breitfeld & Daněk, later AG Strojirny, Drive Breitfeld & Daněk, Praha.
BD bouwde vanaf 1925 zeer goede, door Koch geconstrueerde 500- en 350cc-eencilinder kopklep-motorfietsen met dubbele bovenliggende nokkenassen. De nokkenassen werden aangedreven door een koningsas.
Na de overname door de “Praga” autofabriek in 1929 gingen de motorfietsen ook Praga heten.